# Let Me Take You Dancing
Let Me Take You Dancing è un brano musicale del cantante rock canadese Bryan Adams, pubblicato come singolo nel 1978.

## La canzone
Nel 1978 Bryan Adams, ex membro del gruppo rock Sweeney Todd incontra il compositore e produttore Jim Vallance, con il quale inizia una lunga e proficua collaborazione. Insieme scrivono Let Me Take You Dancing nel gennaio - febbraio 1978. La melodia, un riff di pianoforte ispirato da Robbie King, è stata composta da Vallance al pianoforte dei suoi genitori durante le vacanze di Natale nel 1977; Adams, nel frattempo, ha contribuito a trasformare il riff in una canzone .
Il singolo viene successivamente registrato presso i Pinewood Studios a Vancouver, con Geoff Turner come tecnico del suono.

## Riconoscimenti
- La canzone ha raggiunto la posizione numero 62 della RPM nel settembre 1979, sono state vendute circa 200 000 copie.[1]
- Nel 1979 ha vinto il premio Procan Award per i numerosi passaggi nelle radio in Canada.[1]

## Tracce
1. Let Me Take You Dancing – 3:01
2. Don't Turn Me Away – 2:30 – B-side[2]

## Formazione
- Bryan Adams – voce
- Jim Vallance – batteria, tastiere, percussioni, vibrafono
- Ray Ayotte – conga
- Wayne Kozak – sassofono tenore, sassofono baritono
- Don Clark – tromba
- Joani Taylor, Rosalyn Keene, Nancy Nash, Mary Saxton – cori

## Uscite discografiche
La canzone è stata pubblicata dapprima in Canada nel 1978:
- 7 "(promo) con la versione originale su entrambi i lati. Cat # DJ-AM468
- 7 "(al dettaglio) con "Do not Turn Me Away" come la pista lato B Cat. #. AM-474

Nel 1979 il singolo è stato pubblicato in altri paesi:
- 12 "(al dettaglio): Contiene disco mix di John Luongo sul lato A e strumentale del mix sul lato B Cat # SP-12014.
- 12 "(al dettaglio olandese): identico al precedente tranne la copertina, l'etichetta "Disco Version", Cat # AMS12.7610.
- 7 "(promo UK): contiene la versione originale sul lato A e Do not Turn Me Away sul lato B Cat # AMS7460.
- 7 "(Promo messicano): contiene la versione originale sul lato A e il disco mix Giovanni Luongo sul lato B Cat # AM-097Z.
- 7 "(USA promo): contiene la versione originale su un lato pista lato B sconosciuto Cat # 2163.
- 7 "(retail europeo): Contiene Do not Turn Me Away sul lato B Cat # sconosciuta.

Il remix di John Luongo 12 Let Me Take You Dancing è stato pubblicato su CD nel 2002 come parte della compilation Disco Box Vol. 2: Disco Heat

## Classifiche
| Classifica (1979)   | Posizione massima |
| ------------------- | ----------------- |
| Canada              | 62                |
| Stati Uniti (dance) | 22                |